# Andrzej Blumenfeld
Andrzej Stanisław Blumenfeld (sinh ngày 12 tháng 8 năm 1951 tại Zabrze - mất ngày 14 tháng 8 năm 2017 tại Warsaw) là diễn viên điện ảnh, truyền hình, lồng tiếng Ba Lan.

## Đóng phim
- The Young Magician (1987) - Giáo viên
- Legend of the White Horse (1987) - Bartan
- Dekalog: Four (1988) - Stawinski
- A Tale of Adam Mickiewicz's 'Forefathers' Eve' (1989) - Nhà văn
- Kornblumenblau (1989) - Flecista
- 1968. Szczesliwego Nowego Roku (1992)
- Pierscionek z orlem w koronie (1992)
- Prowokator (1995) - Struwe
- Pulkownik Kwiatkowski (1995) - Phẫu thuật viên quân y
- Wezwanie (1997)
- Kiler-ów 2-óch (1997) - Celejski
- Thomas and the Falcon King (2000) - Balador (lồng giọng)
- Prymas – trzy lata z tysiąca (2000) - Herbert
- Where Eskimos Live (2002) - Tài xế
- The Pianist (2002) - Benek
- Zróbmy sobie wnuka (2003) - Chủ nhà
- Pope John Paul II (2005, TV Mini-Series) - Gierek Edward
- Expecting Love (2003) - Khách hàng
- Idealny facet dla mojej dziewczyny (2009) - Bố của Milena
- Little Rose (2010) - Malkiewicz
- Ojciec Mateusz (2012-2014, TV Series) - Smieszkowski / Emil Grabski
- Delivery Man (2013) - Mikolaj
- Carte Blanche (2015) - Florczak
- Bangistan (2015) - Wilfred
- Persona Non Grata (2015) - Chaim Rosenthal
- Bikini Blue (2017)
- Mute (2018) - Akim
- Teatroteka: Sprawa Rity G. (2018) - Thẩm phán

### Lồng tiếng

#### Hoạt hình
| Năm  | Tiêu đề                     | Vai trò         | Ghi chú |
| ---- | --------------------------- | --------------- | ------- |
| 1986 | Thám tử chuột tài ba        | Giáo sư Ratigan |         |
| 1986 | An American Tail            | Honest John     |         |
| 1988 | Oliver & Những người bạn    | Fagin           |         |
| 2000 | Help! I'm a Fish            | Cua             |         |
| 2001 | Scooby-Doo và Cyber Chase   | Sĩ quan Wembley |         |
| 2002 | Return to Never Land        | Captain Hook    |         |
| 2002 | Kỷ băng hà                  | Soto            |         |
| 2006 | Brother Bear 2              | Chilkoot        |         |
| 2007 | Chuột đầu bếp               | Mustafa         |         |
| 2008 | WALL-E                      | John            |         |
| 2014 | Ninja Rùa: Đập tan bóng tối | Krang           |         |

#### Truyền hình
- The Avengers: Earth's Mightiest Heroes - Thủ lĩnh, Mad Thinker, Người Vượn
- The Batman - Hugo Strange
- Batman: The Brave and the Bold - Kanjar Ro, Merlin, Slug, Despero, Shrapnel
- GI Joe: Renegades - Chỉ huy Cobra, Granger
- Hulk and the Agents of S.M.A.S.H. - Abomination, Super-Skrull
- Justice League Unlimited - General Wade Eiling, Ares
- Merry Madagascar - Ông già Noel
- Người nhện - Thợ săn Kraven

#### Trò chơi điện tử
- Afterfall: Insanity - Đại tá Henryk Potocki
- God of War: Ghost of Sparta - Thanatos
- Gwent: The Witcher Card Game - Sigismund Dijkstra
- Infamous 2 - Joseph Bertrand III
- Syberia 3 - Tiến sĩ Helmut Mangöling
- Uncharted - Victor Sullivan
- The Witcher - Jacques de Aldersberg
- The Witcher 2: Assassins of Kings
- The Witcher 3: Wild Hunt - Sigismund Dijkstra